# Studenci (Lovreć)
Studenci falu Horvátországban Split-Dalmácia megyében. Közigazgatásilag Lovrećhez tartozik.

## Fekvése
Splittől légvonalban 47, közúton 67 km-re keletre, Makarskától légvonalban 26, közúton 53 km-re északra, községközpontjától 7 km-re északkeletre a dalmát Zagora területén, a történelmi Imotska krajina nyugati részén, a bosnyák határ mellett egy karsztos fennsíkon fekszik.

## Története
Az első ismert itt élt nép az illírek egyik törzse a dalmaták voltak. Jelenlétükről két ősi, a Mala és a Velika Gradinán állt erődített település és számos halomsír tanúskodik. Jelentős illír vár volt Setovija, melyet a rómaiak i. e. 33-ban Octavianus a későbbi császár vezetésével foglaltak el. Neve a mai napig fennmaradtak a nép ajkán Satulija, Setulija, illetve Setuviaként. Római út is vezetett át ezen a területen, melynek maradványai megtalálhatók. Bilića gradinán 1963-ban I. Valentinianus római császárnak a 4. századból származó aranypénzét találták meg. A mai horvátok ősei a 7. században érkeztek ide, jelenlétükről a kora középkori temetők fennmaradt sírkövei mesélnek. Ezek a település hat különböző helyén is megtalálhatók, melyek közül a legnagyobb a Stećci nevű lelőhely a Zvizva forrása felett. Valamivel kisebb ennél a Grivac vize mellett található, de sírköveket találtak a Bošnjak-háznál a Velika gradinán is. A korai horvát állam területébe csak a 10. században tagozódott be a vidék Imota zsupánság részeként. A Horvát Királyság uralma kétszáz évig tartott, ezután a többi horvát területtel együtt a 12. század elején a magyar királyok fennhatósága alá került. A 14. században területe a nagy kiterjedésű radobiljai plébániához tartozott. Miután 1409-ben Nápolyi László a horvátok által elismert horvát-magyar királyként százezer aranydukátért eladta, 1420-ra egész Dalmácia a Velencei Köztársaság uralma alá került. 1463-ban a török meghódította a szomszédos Boszniát, majd a század végére ez a terület is az Oszmán Birodalom fennhatósága alá került. A török kor emléke Ali bég tornya. A település lakói a 17. században az opanci plébániához tartoztak, lelki szolgálatukat ferences misszionáriusok látták el. Ekkoriban ez a terület még gyéren lakott volt és többségben pásztoremberek lakták. Az 1699-es karlócai béke török kézen hagyta. Végleges felszabadulása csak az újabb velencei-török háborút lezáró pozsareváci békével 1718-ban történt meg. A felszabadulás után lakói részben az opanci, részben a boszniai Vinica plébániájához tartoztak. Studenci önálló plébániáját 1733-ban alapította meg Blašković püspök. A velencei uralomnak 1797-ben vége szakadt és osztrák csapatok vonultak be Dalmáciába. 1806-ban az osztrákokat legyőző franciák uralma alá került, de Napóleon lipcsei veresége után 1813-ban újra az osztrákoké lett. A településnek 1857-ben 1462, 1910-ben 2301 lakosa volt. 1918-ban az új szerb-horvát-szlovén állam, majd később Jugoszlávia része lett. A háború után a szocialista Jugoszláviához került. A lakosság elvándorlása az 1960-as évektől vette kezdetét. 1991 óta a független Horvátországhoz tartozik. Az 1990-es évek óta lakossága rohamosan csökkent. 2011-ben a településnek 456 lakosa volt.

## Lakosság
| Lakosság változása | Lakosság változása | Lakosság változása | Lakosság változása | Lakosság változása | Lakosság változása | Lakosság változása | Lakosság változása | Lakosság változása | Lakosság változása | Lakosság változása | Lakosság változása | Lakosság változása | Lakosság változása | Lakosság változása | Lakosság változása |
| ------------------ | ------------------ | ------------------ | ------------------ | ------------------ | ------------------ | ------------------ | ------------------ | ------------------ | ------------------ | ------------------ | ------------------ | ------------------ | ------------------ | ------------------ | ------------------ |
| 1857               | 1869               | 1880               | 1890               | 1900               | 1910               | 1921               | 1931               | 1948               | 1953               | 1961               | 1971               | 1981               | 1991               | 2001               | 2011               |
| 1.462              | 1.483              | 1.663              | 1.857              | 2.006              | 2.301              | 2.333              | 2.110              | 2.159              | 2.126              | 2.171              | 1.974              | 1.389              | 979                | 729                | 456                |

## Nevezetességei
- Szent Illés próféta tiszteletére szentelt plébániatemploma 1885-ben épült az 1758-ban épített régebbi, kisebb templom helyén, melyet előzőleg lebontottak. A régi templom megmaradt része a mai sekrestye falát képezi. Homlokzata közepén nagyméretű körablak, oromzatán három harang számára kialakított pengefalú harangtorony látható. Az oltár tabernákulumát a régi imotski templomból hozták át ide. Az oltáron a Nagyboldogasszony és Szent Illés szobrai láthatók. A homlokzat bal oldalán látható, kővel burkolt vasbeton harangtornyot 1965-ben építették Ante Barać tervei szerint. A harangtorony építésekor a homlokzat feletti régi harangtornyot sem távolították el, hanem szobrokat helyeztek el bennük. Az új harangtoronyra 1968-ban szerelték fel a toronyórát, mely Josip Dujmović ajándéka volt. A templom hosszúsága 21 és fél, szélessége 10 és fél méter.
- A plébániaháznál álló Szent Rókus kápolnát 1910-ben építették.
- A Mala Gradina lelőhelyen[5] ókori vár maradványai találhatók. A várhely hosszúkás alakban, nyugat-keleti irányban nyúlik el, egy körülbelül 120 méter magas, 50-100 méter széles fennsíkot foglal el. A sáncok a keleti és a nyugati oldalon mintegy 5-6 méteres magasságig maradtak fenn. A déli és északi oldalon meredek hegygerinc és lejtők találhatók. A vár bejárata az északnyugati oldalon az ún. Bilića gradine nevű helyen található. A kerámialeletek alapján a vár az i. e. 9. század óta volt használatban, egészen az i. e. 4. vagy 3. századig.
- Studencitől északnyugatra fekvő Šakićiben az út déli oldalán, a falucska keleti bejáratánál középkori temető található 15. századi sírkövekkel. Közülük 7 sírtábla és sírláda és egy oromzatos sírkő maradt fenn. A sírkövek durva kidolgozásúak és súlyosan sérültek, stilizált kettős kereszt és rozetta formájú díszítés csak az egyiken látható. Az oromzatos sírkövön három díszített oldal látható, keleti oldalán kettős kereszt, nyugati oldalán egy lovas, a gerincen pedig egy nyolcágú rozetta és egy félhold.[6]
- A Studenci-Imotski út déli oldalán, a Jova nevű magaslaton, 773 méterrel a tengerszint felett található, Jova régészeti lelőhelye. A hegyoldal fennsíkja ovális alaprajzú, 90 x 60 méter méretű, hossztengelye észak-déli irányú. A várhely a sáncokkal együtt mintegy 8000 négyzetmétert foglal magában. A déli és a nyugati oldalon teljesen, az északnyugati oldalon pedig csak körülbelül tíz méter hosszan védi a kőből rakott sánc. A felszínen talált kerámia egyéb leletek arra utalnak, hogy a hegytetőn emelt erősséget a kora bronzkorban használták. A domb keleti oldalán egy nagy, mintegy 30 méter átmérőjű és 4-5 méter magas halom található, melyet nagy valószínűséggel kultikus célokra használtak. Építése arra az időre tehető, amikor a hegy már elveszítette védelmi funkcióját. A hegytől nyugatra, mintegy 100 méter távolságban is van egy őskori halom. A halom átmérője körülbelül 10 méter, a magassága pedig körülbelül 2 méter. A halom tetején egy szárazon rakott, körülbelül 0,5 méter magas fal található.[7]